# Synidotea francesae
Synidotea francesae är en kräftdjursart som beskrevs av Brusca 1983. Synidotea francesae ingår i släktet Synidotea och familjen tånglöss. Inga underarter finns listade i Catalogue of Life.